# Podział administracyjny Wiktorii
Australijski stan Wiktoria dzieli się na 79 obszarów samorządu lokalnego (local government areas). Samorządy używają w swoich nazwach czterech różnych określeń: miasto (city), gmina wiejska (rural city), hrabstwo (shire) i okręg (borough). Niezależnie od używanych nazw, kompetencje wszystkich jednostek są identyczne, zaś ich granice nie mogą się pokrywać. Nie ma też między nimi jakiejkolwiek hierarchii. Wynika to z faktu, iż w Wiktorii występuje tylko jeden szczebel samorządu terytorialnego. Istnieje też kilka obszarów wyłączonych spod jurysdykcji jakiegokolwiek samorządu, głównie ze względu na swoje skrajnie niskie zaludnienie. Są one administrowane bezpośrednio przez władze stanowe. 
Podobnie jak inne wielkie miasta Australii, Melbourne - stolica i zdecydowanie największe miasto stanu - w sensie administracyjnym nie posiada jako całość żadnej osobowości prawnej i stanowi jedynie zbiór 31 zupełnie niezależnych od siebie jednostek samorządu. Kwestie o znaczeniu ogólnomiejskim pozostają w gestii władz stanowych.

## Lista samorządów

Mapa administracyjna stanu Wiktoria

Mapa administracyjna aglomeracji Melbourne

Samorządy według używanej nazwy: kolor niebieski - miasta; pomarańczowy - gminy; zielony - hrabstwa; różowy - dzielnice

### AglomeracjaMelbourne
- City of Banyule
- City of Bayside
- City of Boroondara
- City of Brimbank
- Hrabstwo Cardinia
- City of Casey
- City of Darebin
- City of Frankston
- City of Glen Eira
- City of Greater Dandenong
- City of Hobsons Bay
- City of Hume
- City of Kingston
- City of Knox
- City of Manningham
- City of Maribyrnong
- City of Maroondah
- City of Melbourne
- Hrabstwo Melton
- City of Monash
- City of Moonee Valley
- City of Moreland
- Hrabstwo Mornington Peninsula
- Hrabstwo Nillumbik
- City of Port Phillip
- City of Stonnington
- City of Whitehorse
- City of Whittlesea
- City of Wyndham
- City of Yarra
- Hrabstwo Yarra Ranges

### Pozostałe miasta i gminy
- Gmina Ararat
- City of Ballarat
- City of Greater Bendigo
- Gmina Benalla
- City of Greater Geelong
- City of Greater Shepparton
- Gmina Horsham
- City of Latrobe
- Gmina Mildura
- Gmina Swan Hill
- Gmina Wangaratta
- City of Warrnambool
- City of Wodonga

### Pozostałe hrabstwa i dzielnice
- Hrabstwo Alpine
- Hrabstwo Bass Coast
- Hrabstwo Baw Baw
- Hrabstwo Buloke
- Hrabstwo Campaspe
- Hrabstwo Central Goldfields
- Hrabstwo Colac Otway
- Hrabstwo Corangamite
- Hrabstwo East Gippsland
- Hrabstwo Gannawarra
- Hrabstwo Glenelg
- Hrabstwo Golden Plains
- Hrabstwo Hepburn
- Hrabstwo Hindmarsh
- Hrabstwo Indigo
- Hrabstwo Loddon
- Hrabstwo Macedon Ranges
- Hrabstwo Mansfield
- Hrabstwo Mitchell
- Hrabstwo Moira
- Hrabstwo Moorabool
- Hrabstwo Mount Alexander
- Hrabstwo Moyne
- Hrabstwo Murrindindi
- Hrabstwo Northern Grampians
- Hrabstwo Pyrenees
- Hrabstwo South Gippsland
- Hrabstwo Southern Grampians
- Hrabstwo Strathbogie
- Hrabstwo Surf Coast
- Hrabstwo Towong
- Hrabstwo Wellington
- Hrabstwo West Wimmera
- Hrabstwo Yarriambiack
- Okręg Queenscliffe